# Кларксон, Лейтон
Лейтон Кларксон (англ. Leighton Clarkson; 19 октября 2001 года, Англия) — английский футболист , полузащитник клуба «Ливерпуль», выступающий на правах аренды за клуб «Абердин».

## Футбольная карьера
Лейтон - уроженец города Блэкберн. Начинал заниматься футболом в академии местной команды «Клайтеро Вулвс», позже перебрался в академию «Ливерпуля». С 2017 года - игрок юношеской команды. С 2019 года - игрок молодёжной команды «мерсисайдцев». 17 декабря 2019 года дебютировал в основной команде в поединке Кубка Лиги против «Астон Виллы», выйдя на замену на 77-й минуте. 4 февраля 2020 года дебютировал в Кубке Англии в поединке против «Шрусбери Таун», выйдя на поле в стартовом составе. 24 июля 2020 года подписал с «Ливерпулем» долгосрочный контракт. 9 декабря Лейтон дебютировал в Лиге Чемпионов, выйдя в стартовом составе на матч против «Мидтьюлланна».

### Статистика
| Клуб            | Сезон   | Лига                           | Лига  | Лига | Кубок Англии | Кубок Англии | Кубок лиги | Кубок лиги | Европа | Европа | Другое | Другое | Итог  | Итог |
| Клуб            | Сезон   | Дивизион                       | Матчи | Голы | Матчи        | Голы         | Матчи      | Голы       | Матчи  | Голы   | Матчи  | Голы   | Матчи | Голы |
| --------------- | ------- | ------------------------------ | ----- | ---- | ------------ | ------------ | ---------- | ---------- | ------ | ------ | ------ | ------ | ----- | ---- |
| Ливерпуль       | 2019/20 | Премьер-лига                   | 0     | 0    | 1            | 0            | 1          | 0          | —      | —      | —      | —      | 2     | 0    |
| Ливерпуль       | 2020/21 | Премьер-лига                   | 0     | 0    | 0            | 0            | 0          | 0          | 1      | 0      | 0      | 0      | 1     | 0    |
| Блэкберн Роверс | 2021/22 | Чемпионшип                     | 2     | 0    | 0            | 0            | 0          | 0          | —      | —      | —      | —      | 2     | 0    |
| Абердин         | 2022/23 | Чемпионат Шотландии по футболу | 34    | 5    | 1            | 0            | 3          | 1          | —      | —      | —      | —      | 38    | 6    |
| Абердин         | 2023/24 | Чемпионат Шотландии по футболу | 36    | 3    | 4            | 0            | 4          | 1          | 5      | 0      | —      | —      | 49    | 4    |
| Итог            | Итог    | Итог                           | 72    | 8    | 6            | 0            | 8          | 0          | 6      | 0      | 0      | 0      | 92    | 0    |

1. ↑  Матч(и) в Лиге чeмпионов